# Resultados do Carnaval de Vitória em 2017
Esta página contém os resultados do Carnaval de Vitória em 2017.

## Grupo Especial
Notas
| Novo Império                                       | 9,7 | 9,6 | 9,7 | 9,8 | 9,7 | 9,7 | 9,8 | 9,2 | 9,6 | 9,8 | 9,8 | 9,7 | 9,6 | 9,7 | 9,7 | 9,7 | 9,3 | 9,6 | 9,6 | 9,8 | 9,5 | 10  | 9,9 | 10  | 9,7 | 10  | 9,7 | -0,2 | 175,6 |
| Jucutuquara                                        | 10  | 10  | 10  | 9,8 | 9,8 | 9,8 | 9,8 | 9,5 | 9,6 | 9,7 | 9,5 | 9,8 | 9,7 | 9,6 | 9,7 | 9,5 | 9,3 | 9,5 | 9,6 | 9,5 | 9,7 | 9,9 | 9,8 | 9,8 | 9,9 | 9,9 | 9,8 | -0,3 | 175,3 |
| MUG                                                | 9,6 | 9,8 | 9,8 | 9,9 | 9,9 | 9,9 | 9,9 | 10  | 9,7 | 9,9 | 10  | 10  | 9,8 | 10  | 10  | 9,9 | 10  | 9,6 | 9,8 | 10  | 9,8 | 9,8 | 10  | 10  | 10  | 10  | 9,9 |      | 179,0 |
| Pega no Samba                                      | 9,7 | 9,5 | 9,7 | 9,8 | 9,5 | 9,7 | 9,8 | 9,6 | 9,5 | 9,9 | 9,8 | 9,6 | 9,2 | 9,9 | 9,5 | 9,6 | 9,5 | 9,4 | 9,6 | 9,7 | 9,8 | 9,8 | 9,9 | 9,7 | 10  | 10  | 10  | -4,4 | 171,1 |
| Piedade                                            | 10  | 10  | 9,9 | 10  | 10  | 10  | 9,9 | 10  | 9,9 | 9,9 | 9,7 | 9,9 | 10  | 10  | 9,8 | 9,8 | 9,9 | 9,8 | 10  | 10  | 9,9 | 10  | 9,7 | 9,7 | 9,9 | 9,8 | 9,7 | -0,1 | 178,7 |
| Boa Vista                                          | 10  | 10  | 9,9 | 10  | 10  | 9,9 | 9,9 | 10  | 9,8 | 10  | 10  | 10  | 10  | 10  | 9,9 | 10  | 10  | 9,8 | 9,9 | 9,9 | 10  | 10  | 10  | 10  | 9,9 | 10  | 9,9 |      | 179,7 |
| OBS.: A menor nota de cada quesito foi descartada. |     |     |     |     |     |     |     |     |     |     |     |     |     |     |     |     |     |     |     |     |     |     |     |     |     |     |     |      |       |

#### Classificação
| Legenda: Campeã Rebaixada |

| Pos | Escolas       | Enredo                                                                          | Pts   | Ref.              |
| --- | ------------- | ------------------------------------------------------------------------------- | ----- | ----------------- |
| 1   | Boa Vista     | Sob a luz do luar, guiada pelas estrelas... Boa Vista em alma cigana. Optcha!\| | 179,7 | [ 1 ] [ 2 ] [ 3 ] |
| 2   | MUG           | A MUG dá as Cartas!                                                             | 179,0 | [ 1 ] [ 2 ] [ 3 ] |
| 3   | Piedade       | No mundo e na vida, de cara pintada com a Piedade na avenida                    | 178,7 | [ 1 ] [ 2 ] [ 3 ] |
| 4   | Novo Império  | A cura para o mundo está aqui! Vitória, um manto cheio de esperança             | 175,6 | [ 1 ] [ 2 ] [ 3 ] |
| 5   | Jucutuquara   | Na natureza nada se cria, nada se perde, tudo se transforma!                    | 175,3 | [ 1 ] [ 2 ] [ 3 ] |
| 6   | Pega no Samba | Nas taças da história... O Pega brinda o néctar da humanidade                   | 171,1 | [ 1 ] [ 2 ] [ 3 ] |

## Grupo A

#### Classificação
| Legenda: Promovida |

| Pos | Escolas              | Enredo                                                                  | Pts   | Ref.        |
| --- | -------------------- | ----------------------------------------------------------------------- | ----- | ----------- |
| 1   | Andaraí              | Com uma paleta de cores vibrantes, Andaraí pinta seu carnaval\|         | 176,2 | [ 2 ] [ 4 ] |
| 2   | Imperatriz do Forte  | Gran Circo Imperatriz anuncia: Venha se divertir no picadeiro da emoção | 175,8 | [ 2 ] [ 4 ] |
| 3   | Tradição Serrana     | Sim salabim, o caldeirão vai ferver                                     | 175,2 | [ 2 ] [ 4 ] |
| 4   | Chegou o Que Faltava | Lendário das Águas - Místico, Sagrado e Elemental                       | 174,4 | [ 2 ] [ 4 ] |
| 5   | Barreiros            | Uganda, a Pérola da África                                              | 173,6 | [ 2 ] [ 4 ] |
| 6   | São Torquato         | Na busca pela sabedoria, meu caminho é independente                     | 173,0 | [ 2 ] [ 4 ] |
| 7   | Chega Mais           | Lendário das Águas - Místico, Sagrado e Elemental                       | 173,0 | [ 2 ] [ 4 ] |
| 8   | Rosas de Ouro        | É pirata! Fica de olho! A Rosas de Ouro vai desvendar o tesouro         | 141,7 | [ 2 ] [ 4 ] |